# Serineprotease

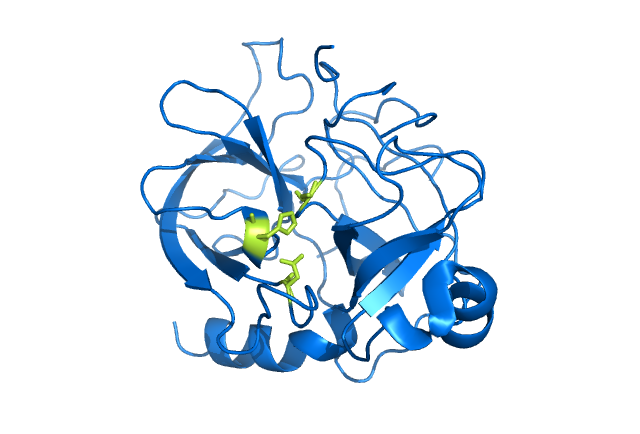
Structuur van serineprotease. De katalytische triade is weergegeven in gele staafjes.

De serineproteasen vormen een onderfamilie van de peptidasen. Het zijn enzymen die de peptidebindingen van eiwitten hydrolyseren, waarbij serine fungeert als een nucleofiel aminozuur van het actieve centrum. Serineproteasen zijn te vinden in vrijwel alle levende organismen: in eukaryoten, bacteriën en archaea. Ze nemen deel aan biologische processen, waaronder de spijsvertering, immuunrespons, bloedstolling en voortplanting.

## Mechanisme
Zoals veel enzymen hebben de serineproteasen een specifieke structuur in het actieve centrum, genaamd de katalytische triade. Hier vindt aanhechting plaats met het substraat. In de triade bevinden zich drie aminozuren: His 57, Ser 195 en Asp 102. Hoewel de drie aminozuren ver van elkaar af liggen wat betreft de sequentie van het eiwit, komen ze door de vouwing van het eiwit toch dicht bij elkaar te liggen. De aminozuren werken samen om de elektronegatieve lading van serine te veranderen. Hierbij ontstaat een nucleofiele hydroxylgroep die de carbonylgroep van de peptidebinding aanvalt waardoor hydrolyse optreedt.
Een van de meest onderzochte serineproteasen is trypsine, waarvan het reactiemechanisme zeer goed in kaart is gebracht.